# Bonifaz Wöhrmüller
Bonifaz Wöhrmüller OSB (* 15. Dezember 1885 in Altötting; † 25. Oktober 1951 in München) war ein deutscher römisch-katholischer Benediktinermönch und von 1919 bis 1951 der fünfte Abt der Abtei St. Bonifaz in München.

## Leben
Wöhrmüller wurde als Franz Wöhrmüller in Altötting geboren. Er wuchs mit seinen beiden Geschwistern in München auf, wo sein Vater Arbeit gefunden hatte. Er kam nach dem Abitur am Ludwigsgymnasium ins Scholastikat in Metten und trat 1904 in die Abtei St. Bonifaz in München ein; dort erhielt er den Ordensnamen Bonifaz. Es folgte ein Studium der Theologie an der Ludwig-Maximilians-Universität München, die feierliche Profess am 4. Oktober 1908 und die Priesterweihe am 16. Juni 1909 in St. Anna durch den Apostolischen Nuntius Andreas Frühwirth. Wöhrmüller war 1909 bis 1915 als Kooperator und Katechet in St. Bonifaz, 1915 bis 1919 als Stiftsprediger, ab 1915 auch als Novizenmeister und ab 1917 als Prior tätig. Nach dem Tod von Gregor Danner (Abt von 1904 bis 1919) wurde er am 12. Juni 1919 zu seinem Nachfolger gewählt. Am 20. Juli folgte die Abtsbenediktion. Er wurde der erste Abt der Bayerischen Benediktinerkongregation nach dem Ende der Monarchie in Bayern.
1951 wurde er Ehrenmitglied der katholischen Studentenverbindung KDStV Aenania München.
Wöhrmüller starb 1951 in München und wurde in der Krypta von St. Bonifaz beigesetzt.
Die Theologische Fakultät der Ludwig-Maximilians-Universität verlieh ihm 1922 die Ehrendoktorwürde. 
Seine Devise lautete Ambulemus in lumine – Lasst uns wandeln im Licht (Jes 2, 5).

## Werke (Auswahl)

### Publikationen in Buchform
- Das königliche Gebot. Kleine Kapitel von der Nächstenliebe, Verlag J. Kösel & F. Pustet, Kempten 1921.
- Gottes Lieblingsandacht, J. Pfeiffer, München 1922.
- Frohe Botschaft. Ein Büchlein vom guten Willen, Verlag Ars sacra, München 1929.
- Mannhaftes Christentum. Nachdenkliche Kapitel für Männer und Frauen, Kösel & Pustet München 1934.
- (Autor), Burchard Housen (Übersetzung), Meinrad Hennus (Übersetzung), Het Koninklijk gebod, S. Franciscus Dr., Mechelen 1935.
- (Autor), Ulla Vedel Berrum (Übersetzung), En liden Bog om den gode vilje (=Pauluskredsen, Paulus-Kredsens skrifter, Serie 3, Nummer 3), Paulus-Kredsen København 1935.
- (Autor), Giorgio Zunini (Übersetzung), La lieta novella, Morcelliana, Brescia 1959.

### Zeitschriftenartikel (Auswahl)
- Beiträge zur Geschichte der Kastler Reform, in: Studien und Mitteilungen zur Geschichte des Benediktinerordens und seiner Zweige (SMGB) Jahrgang 42, 1923/24, S. 10–40.
- Literarische Sturmzeichen vor der Säkularisation, in: SMGB, N.F.(Neue Folge) 14, 1929, S. 12–44.

#### Rezeption des letzteren der beiden Artikel
- Irmingard Böhm, Literarische Wegbereiter der Säkularisation, in: Studien und Mitteilungen zur Geschichte des Benediktinerordens, Jahrgang 94, 1983, S. 518–537.
- Harm Klueting, Katholische Aufklärung – Aufklärung im katholischen Deutschland (= Studien zum 18. Jahrhundert, Band 15), Meiner, Hamburg 1993, ISBN 3-7873-1107-6, S. 193–194. online verfügbar